# Gruszka dziobowa

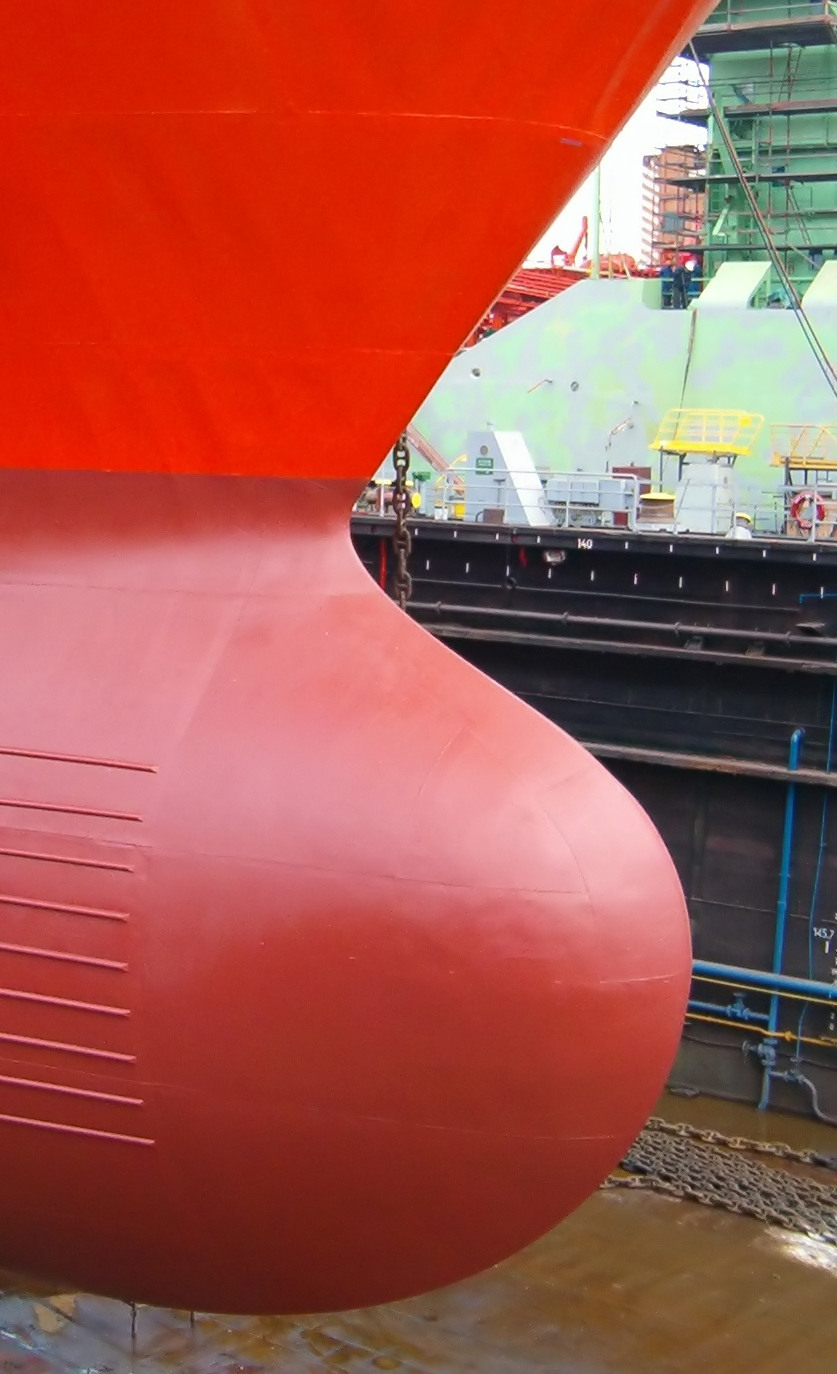
Gruszka dziobowa

Gruszka dziobowa – przednia część kadłuba niektórych statków. Występuje w kształcie walcowatego zgrubienia w dolnej części dziobu opływowo łączącego się z kadłubem. Jej zadaniem jest zmniejszenie oporu falowego (o 10% i więcej) poprzez zmianę rozkładu ciśnienia wody wzdłuż kadłuba i neutralizacja wpływu fali dziobowej. Stosowana jest na jednostkach o dużych rozmiarach, gdzie zmniejszenie oporu może przyczynić się do znacznego zwiększenia prędkości statku z jednoczesnym zmniejszeniem zużycia paliwa. Statki posiadające gruszkę dziobową posiadają specjalne oznaczenie w części dziobowej kadłuba.

Oznaczenie gruszki dziobowej na kadłubie statku

Gruszka dziobowa wpływa negatywnie na zwrotność i stabilność kursową. Jednocześnie podczas kolizji z innymi jednostkami wodnymi gruszka może powodować znaczne uszkodzenia uderzonych jednostek poniżej linii wodnej. Gruszka działa jak podwodny taran znany z okrętów w starożytności i XIX w.. Jednostki wyposażone w gruszki dziobowe słabo radzą sobie w lodach i często nie mają klas lodowych, znacznie za to zyskują na prędkości w obszarze niezalodzonym.
Pierwszymi dużymi okrętami, które zostały wyposażone w gruszkowaty zarys dziobu, były duże krążowniki typu Mackensen budowane dla Marynarki Cesarskiej. Nie zostały one jednak ukończone do końca I wojny światowej i musiały zostać zezłomowane. Za pierwsze większe statki wyposażone w bulwiasty dziób uważa się dwa niemieckie transatlantyki SS Bremen (1928) i SS Europa (1928).